# Pasbachaenniut I.
Pasbachaenniut I. (řecky Psusennnes I., v egyptštině pꜣ-sbꜣ-ḫꜥ.n-n-nwt znamená „Hvězda která se zjevila v Thébách“). Nápis v hrobce jeho Horova jména  „Silný býk dar krásného Amona se zjevil v Thébách“. Byl třetím vládcem – faronem v 21. dynastii, která se řadí do Třetí přechodné doby. Vládl v Dolním Egyptu ve městě Tanis v deltě Nilu, v letech 1039–991 př. n. l.

## Historický vývoj

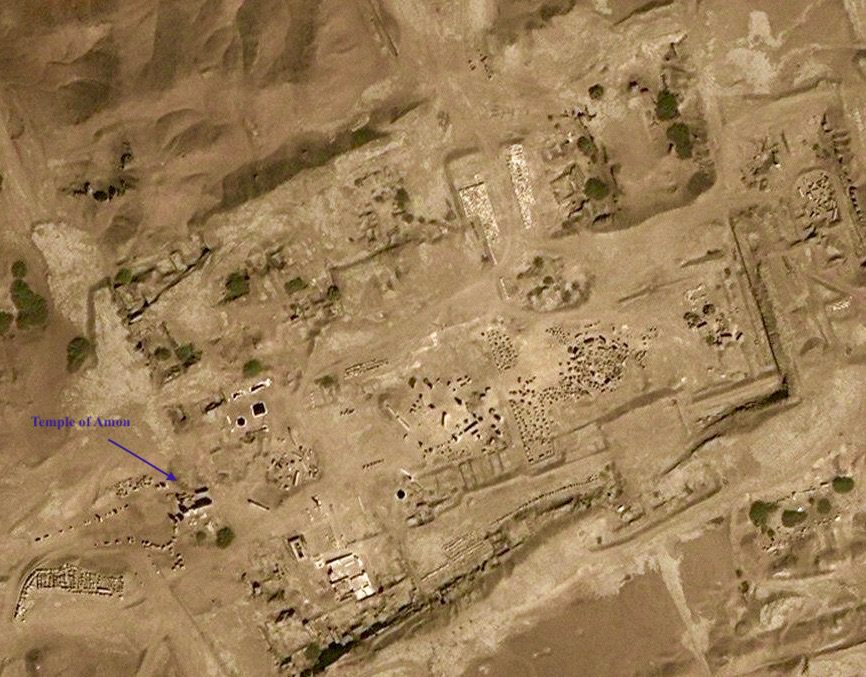
Tanis – archeologická lokalita – aktuální mapa

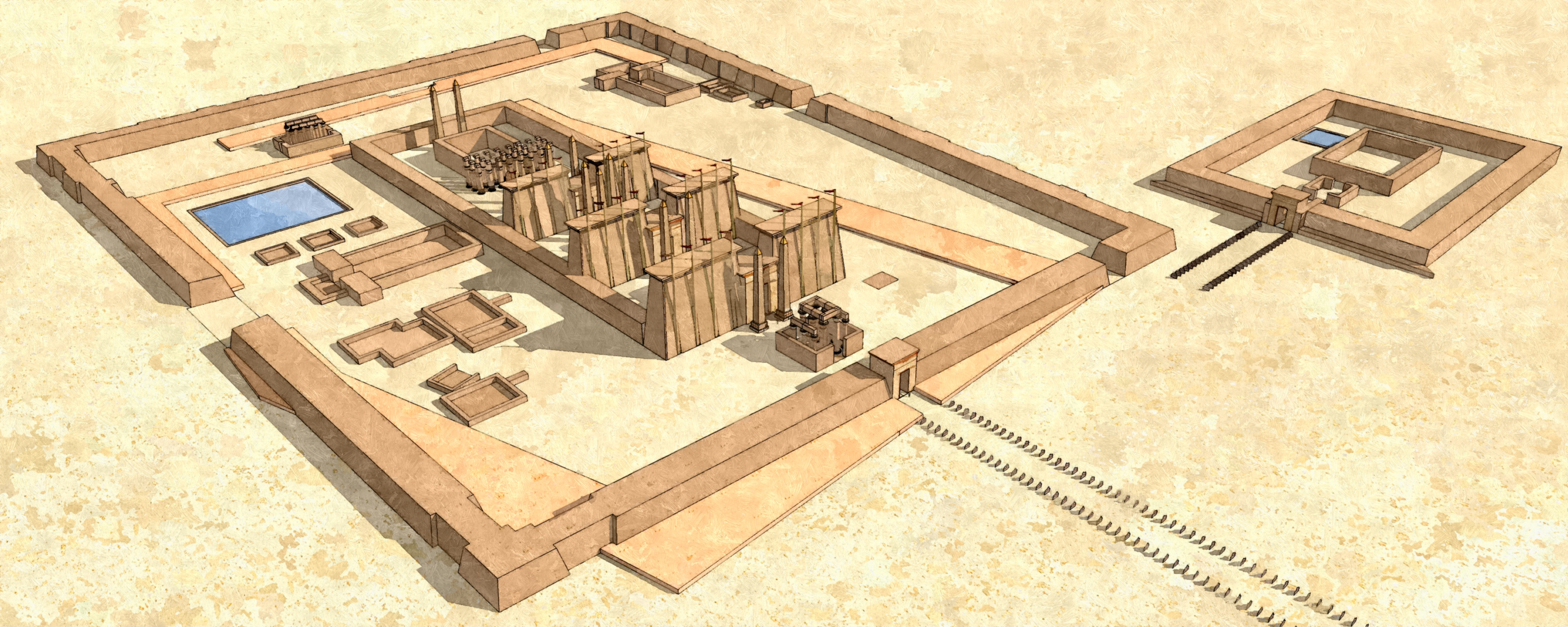
Model Amonova chrámu v královské nekropoli v Tanis

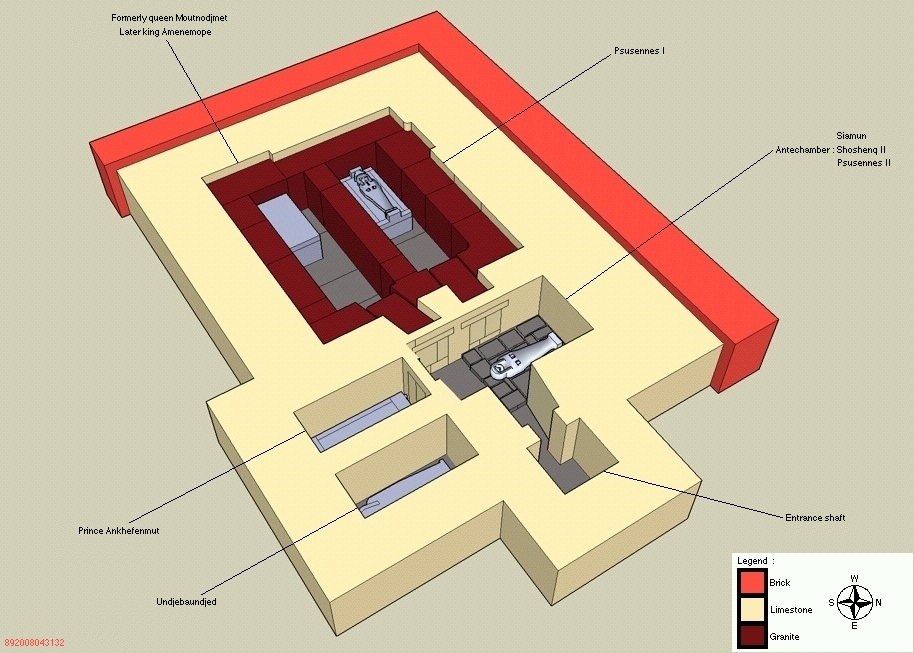
Hrobka Tanis NRT III s vyznačenými pohřebními komorami

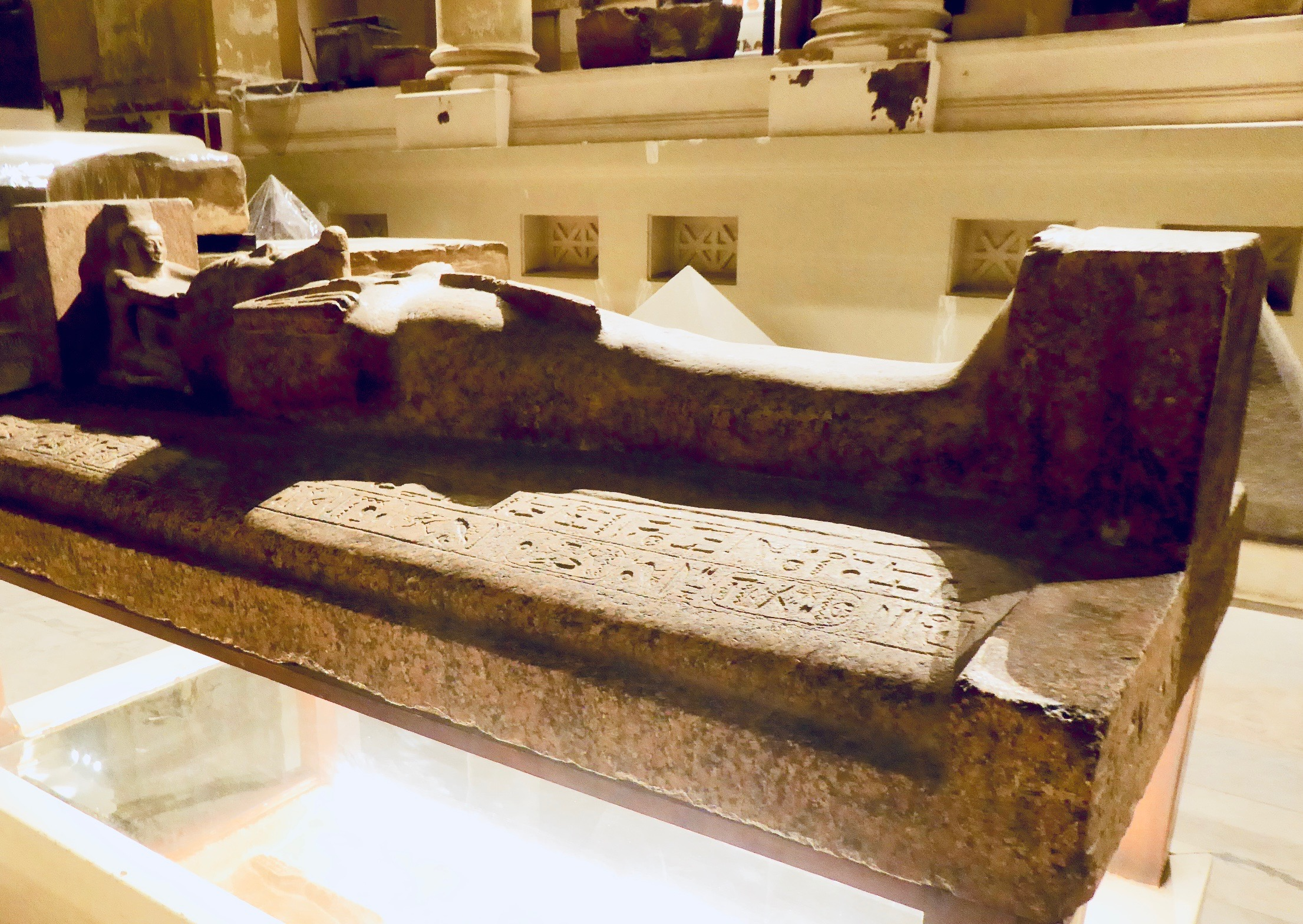
Sarkofág Psusennese I. z červené žuly; Egyptské Muzeum, Káhira

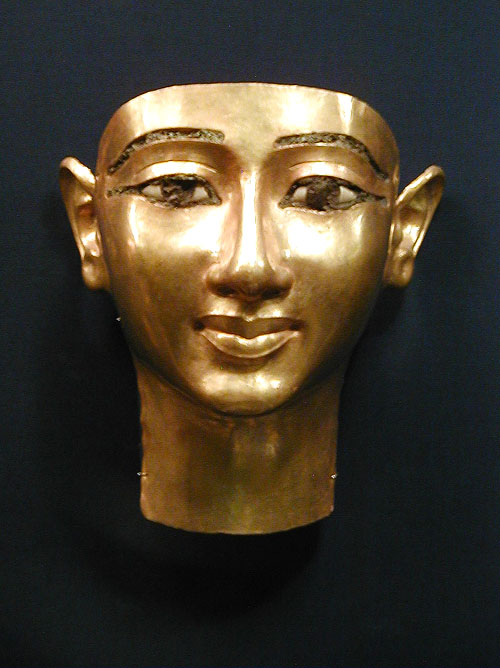
Zlatá maska generála Wendebauendjed ve hrobce Psusennese I.

V předchozí Ramessovské 20 dynastii se již od nástupu na trůn Ramesse IV. , se sídleme v Pi-Ramesse ) diferencovaly vládnoucí struktury a ekonomické podmínky vůči Hornímu Egyptu s centrem v Thébách. Kněží Amonova chrámu již za vlády Ramesse X. a XI. ustavili teokratický stát a Egypt se mocensky rozvolnil do dvou relativně samostatných území na severu a jihu. Po smrti Ramesse XI. se trůnu v Dolním Egyptu ujal Smendés, který původně sloužil ve vojsku Ramesse XI., a byl možným nevlastním bratrem Amonova velekněze Hrihora, zakladatele teokracie v Thébách. Smendés svoje postavení stvrdil sňatkem s dcerou Ramesse XI. Tenatamun.. O jeho vládě i následníka Amenemnesuta, který vládl jen krátce (~5 roků), je málo zachovaných zpráv. Do historie se významněji zapsal až jejich pokračovatel a následník Psusennes I. syna velekněze Pinudžema I. v Thébách a dřívější generál ve vojsku Ramesse XI. Vzájemné vztahy mezi Horním a Dolním Egyptem, vázané na příbuzenské svazky i příhraniční odlišné podmínky nebyly konfliktní. Dolní Egypt řešil invazi mořských národů do úrodné delty Nilu, Horní Egypt pak usiloval o udržení vlivu v Núbii, bohaté na suroviny a kontrolu pohybu zboží od Asuánu podél horního toku Nilu. 
 Od nástupu Psusennese I. bylo původní sídlo 20. dynastie Pi-Ramesseum  opuštěno  a nové královské sídlo bylo vybudováno v Tanis, vzdálené severně ~25 km).  Období vlády Psesennese I se přisuzuje stavba Amonova chrámu v Tanis. Archeologické průzkumy původní zástavby v Tanis včetně blízké nekropole odkryly kamenné bloky, které byly přeneseny z bývalého Pi-Ramessse a použity pro místní stavby. Byly identifikovány podle nápisů a jmen faraonů z původních staveb, např. Ramesse II., bloků ze Střední říše, dokonce i pilíře s Horovým jménem Cheopse, Sesostrise III. a četné bloky z období Střední říše.

## Hrobka Psusennese I
Hrobku (NRT III) odkryl v roce 1939 Pierre Montet a v následujících letech ji otevřel a podrobněji nálezy zpracoval a publikoval.
NRT III, hrobka Psousennes I, s neporušenou vstupní šachtou, se skládala ze šesti místností:
- vstupní komora obsahující zbytky několika částí pohřebního nábytku s mumiemi Siamona a Psousennese II. (21. dynastie) kolem neporušeného stříbrného sarkofágu Šešonka II. s jeho mumii a všemi královskými ozdobami.
- v zadní částí vstupní komory byl odkryt vchod do další komory, ve které byl neporušený sarkofág Psusennese I. s bohatou pohřební výbavou [p 5].
- v sousední komoře původně určené manželce Psusennese i., Mutnodjmet (2)[2] se nacházel sarkofág faraona Amenemopa (vládl 993–984 př. n. l.) s velmi skromnou výbavou.[1]
- v boční komoře (III/3) byl prázdný sarkofág generála a správce Amonova chrámu Ankhefenmuta, syna Psusennese.
- v komoře (III/4), přistavěné v pozdějším období, byl neporušený pohřeb generála Wendjebauendjed včetně sarkofágu a bohaté pohřební výbavy.[5]

#### Komora Psusennese I.
V žulovém sarkofágu byla v antropomorfní stříbrné (spíše slitiny zlata a stříbra) rakvi mumie faraona, ze které se se zachovaly jen nepatrné části. V bohatě vybavené komoře byl dřevěný nábytek, poškozený vlhkostí, tradiční Vešebty, zlaté šperky, zlaté tepané vázy a četné další. Podrobný seznam a popis 323 nalezených artefaktů P. Montet shrnul v monografii z roku 1945. Z nejzajímavějších to je zlatá váza s kartuší Ahmose I.  z 18. dynastie, která byla zřejmě zcizena přímo z jeho hrobky v El Amarně , dalším je zlatý tepaný pohár s vepsaným jménem Pinudžema I. a kanopy s jeho kartušemi.

#### Stříbrná rakev
Umělecká a řemeslná dovednost výrobců rakve Psusennese I. je rovněž dokladem znalosti technologických postupů práce s kovy, v tomto případě stříbro zlatého, tenkostěnného vrchního dílu. Co do zpracování a použitého materiálu je analogem zachované rakve Šešonka II., který jednak vládl poměrně krátce (~2 roky) a jednak oproti Psusennesovi o více než sto let později. Typově se blíží formě známé již z 18. dynastie z pohřební výbavy Tutanchamona, je však zřejmé, že v tomto porovnání obě zmíněné jsou oproti Tutanchamově výbavě méně dekorativní. Výroba podobných artefaktů tedy byla historicky zavedeným výrobním artiklem. Na obou antropomorfních rakvích Psuesnnese a Šešonk II. jsou viditelně podobné gravírované motivy, stopy po kovotepeckém tvarování a finálním leštění. Spoje přídavných dílů, pokrývky hlavy nemes u Psusennesovy rakve, jsou nýtované. Na temeni hlavy je zlatý Ureus ve tvaru kobry, bohyně chránící Dolní Egypt. Další bližší materiálově-technologické analýzy nejsou známé.

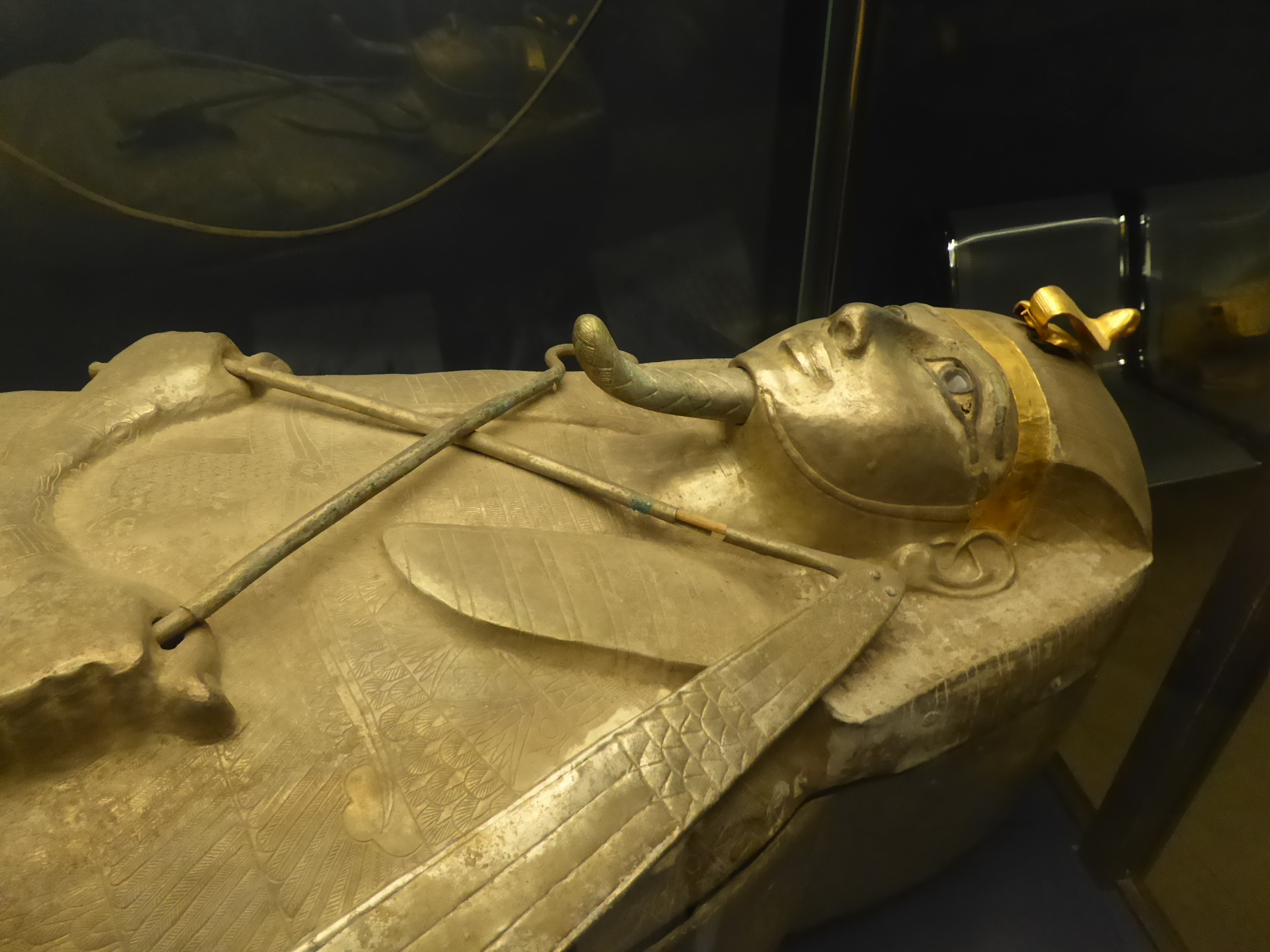
Antropomorfní rakev Psusennese I.